# Henri Génès
Pour les articles homonymes, voir Gênes (homonymie).
Henri Génébés, dit Henri Génès, né le 3 juillet 1919 à Tarbes et mort le 18 août 2005 à Saint-Cloud, est un acteur, chanteur et humoriste français.
Il est le mari de l'actrice Jeannette Batti.

## Biographie
Originaire des Hautes-Pyrénées, Henri Gabriel Sylvestre Génébés commence une carrière cinématographique dans les années 1940 et mène une active carrière de chanteur fantaisiste, d'acteur de théâtre et d'opérette, avec son épouse Jeannette Batti.
Jusqu'en 1957, il obtient un succès croissant grâce à des titres de chansons comiques, mais alors qu'il est au sommet de sa popularité, il est victime d'une attaque cérébrale et doit s'absenter de la scène et des studios de 1958 à 1963.
Il ne parviendra plus ensuite à décrocher des rôles importants au cinéma, préférant collectionner les apparitions en clin d'œil. Il se produit aussi volontiers dans des seconds rôles à la télévision.
À partir des années 1990, il abandonne les plateaux de cinéma et prend définitivement sa retraite.
Il est inhumé au cimetière nouveau de Neuilly-sur-Seine (division 2).

## Filmographie

### Cinéma
- 1945 : La Ferme du pendu de Jean Dréville : Jérôme
- 1947 : Plume la poule de Walter Kapps
- 1949 : La Petite Chocolatière d'André Berthomieu : Félicien Bédarride
- 1950 : Nous irons à Paris de Jean Boyer : Julien
- 1950 : Pigalle-Saint-Germain-des-Prés d'André Berthomieu : Gustave
- 1951 : Les Amants de bras-mort de Marcel Pagliero : Nestor
- 1951 : Paris est toujours Paris (Parigi è sempre Parigi) de Luciano Emmer : Paul Gremier
- 1952 : Nous irons à Monte-Carlo de Jean Boyer : Julien
- 1953 : Cent francs par seconde de Jean Boyer : Fernand
- 1953 : Une fille dans le soleil de Maurice Cam : Virgile
- 1953 : Jeunes Mariés, de Gilles Grangier : le garagiste
- 1953 : Les Détectives du dimanche de Claude Orval : Molot
- 1953 : Au diable la vertu de Jean Laviron : Pierre Montabel, homme d'affaires
- 1953 : Femmes de Paris de Jean Boyer : Mosca
- 1954 : L'Œil en coulisses d'André Berthomieu : Tonin Bonafous
- 1954 : Soirs de Paris de Jean Laviron : Tino Carivari
- 1954 : La Reine Margot de Jean Dréville : Annibal de Coconas
- 1955 : La Rue des bouches peintes de Robert Vernay : Philippe Jacquemod
- 1956 : Trois de la Canebière de Maurice de Canonge : Girelle Amourdedieu
- 1956 : Ces sacrées vacances de Robert Vernay : le brigadier
- 1956 : Coup dur chez les mous de Jean Loubignac : Ernest Mamourette
- 1957 : Trois de la marine de Maurice de Canonge : Honoré
- 1964 : Allez France ! de Robert Dhéry : Gros Max
- 1965 : Le Corniaud de Gérard Oury : Martial
- 1966 : La Grande Vadrouille de Gérard Oury : l'employé du zoo
- 1967 : Le Petit Baigneur de Robert Dhéry : le paysan
- 1969 : Le Cerveau de Gérard Oury : le gardien-chef
- 1969 : Les Gros Malins de Raymond Leboursier : Docteur Vergeze
- 1970 :  L'homme qui vient de la nuit de Jean-Claude Dague : André
- 1974 : En grandes pompes d'André Teisseire : Henri
- 1974 : Le Rallye (Le Rallye des joyeuses) de Serge Korber : le paysan
- 1974 : Sexuellement vôtre de Max Pécas : Maxime Lavaux
- 1975 : Le Pied ! de Pierre Unia
- 1977 : L'Animal de Claude Zidi : Camille, le patron du bistrot
- 1978 : Le facteur de Foncabrette de Bernard Roland : Sylvestre, le facteur.
- 1978 : Ça va pas la tête de Raphaël Delpard : l'oncle
- 1978 : Embraye bidasse, ça fume de Max Pécas : le capitaine
- 1978 : Artignosse à Paris de Jacques Soumet (court métrage)
- 1979 : Le Gendarme et les Extra-terrestres de Jean Girault : le patron du "Cabanon"
- 1980 : L'Avare de Jean Girault et Louis de Funès : le commissaire
- 1980 : Sacrés gendarmes de Bernard Launois : le curé
- 1980 : Touch' pas à mon biniou de Bernard Launois : Riton
- 1981 : Prends ta rolls et va pointer de Richard Balducci : le douanier à l'accent
- 1981 : La Soupe aux choux de Jean Girault : le maréchal des logis-chef
- 1982 : Mon curé chez les nudistes de Robert Thomas : Truffard
- 1983 : Le Braconnier de Dieu de Jean-Pierre Darras : le patron du Café de la paix
- 1983 : Vive la sociale ! de Gérard Mordillat : Monsieur Armand
- 1983 : Garçon ! de Claude Sautet : Sangali
- 1985 : Le Facteur de Saint-Tropez de Richard Balducci : l'adjudant Antonin Ficelle
- 1985 : Y'a pas le feu... de Richard Balducci : le maire
- 1990 : La Fille des collines de Robin Davis : le maire
- 1990 : Le Provincial de Christian Gion
- 1991 : L'écrou de Jean-Pierre Vedel (moyen métrage)
- 1993 : Justinien Trouvé ou le Bâtard de Dieu de Christian Fechner : Grand Vigilant

### Télévision
- 1966 : L'Amour en papier de François Chatel (téléfilm) : le corsaire
- 1974 : Nans le berger (série) : Angioillini
- 1977 : La Lune papa (série) : le Lillois
- 1977 : Allez la rafale ! (série) : Oscar Puig de la Motte
- 1979 : Le Facteur de Fontcabrette (téléfilm) : Sylvestre, le facteur
- 1980 : À la Jamaïque (téléfilm) : Maxime de Saint-Maixent
- 1981 : Anthelme Collet ou le brigand gentilhomme (série) : Pomponi
- 1981 : Les Amours des années folles (série) : Albert
- 1981 : Fini de rire, fillette (téléfilm) : le curé
- 1982 : Paris-Saint-Lazare (série) : le directeur de l'agence
- 1983 : Liebe labt Blumen Blühen (Téléfilm) : le brigadier Andratte
- 1984 : Les Enquêtes du commissaire Maigret, épisode L'Ami d'enfance de Maigret de Stéphane Bertin (série) : Courcel
- 1984 : La Terre et le Moulin (téléfilm) : Arnaud Couderc, le boulanger
- 1986 : Madame & ses flics de Roland-Bernard (série)

## Discographie
- Le Sultan
- Le facteur de Santa Cruz
- La Tantina de Burgos
- Le Casino de Plougastel
- Ben Dupont
- Le Cabanon
- La pizzeria de Napoli
- Les Fatigués de naissance
- El Coryza
- La Vaca Maladiva
- Sidi Bel Abbes (Tango)
- Hector (Slow)
- Tantina de Burgos (Tango)
- 1959 : Coquin de printemps (de l'opérette éponyme)
- 1962 : Mao Tse Twist
- 1971 : Les Minets de la plage (en duo avec Jean Lefebvre)
- 1975 : Le gros... Codile
- 1975 : On bricole

## Théâtre
- 1943 : Première Étape de Paul Géraldy, mise en scène Jean-Jacques Daubin, Studio des Champs-Élysées
- 1954 : Le Marché aux puces d'André Gillois, mise en scène Jean-Pierre Grenier, Théâtre des Célestins
- 1963 : Cristobal le Magnifique opérette, musique Francis Lopez, livret Raymond Vincy, mise en scène Guy Lauzin, Théâtre de l'Européen
- 1979 : À la Jamaïque, opérette de Francis Lopez, Théâtre de la Renaissance